# Ikano Bank
Die Ikano Bank ist eine reine Direktbank, die 1995 in Schweden gegründet wurde. Sie ist Teil der Ikano Group, einer internationalen Unternehmensgruppe, die in den Bereichen Bankwesen, Wohnungsbau, Produktion, Versicherung, Datenanalyse und Einzelhandel tätig ist und 51 Prozent der Bank besitzt. Die Ingka Gruppe, die 378 IKEA Einrichtungshäuser in 31 Ländern betreibt, hält die restlichen 49 Prozent der Bank.

## Geschäftstätigkeit
Zu den angebotenen Dienstleistungen der Ikano Bank zählen unter anderem Kundenkarten, Kreditkarten und Privatkredite. Die Bank bietet diese Finanzprodukte in Schweden, Dänemark, Norwegen, Finnland, Österreich, Polen, im Vereinigten Königreich und auch in Deutschland (Ikano Bank AB (publ) Zweigniederlassung Deutschland) an. Neben ihrem Sitz in Älmhult (Schweden) betreibt die Ikano Bank Niederlassungen in Malmö und Solna (Schweden), Asker (Norwegen), Glostrup (Dänemark), Espoo (Finnland), Warschau (Polen) und Nottingham (Vereinigtes Königreich). Die Ikano Bank Deutschland hat seit 1996 ihren Hauptsitz in Wiesbaden.